# Paynes Bay
Paynes Bay är en vik i Barbados. Den ligger i parishen Saint Michael, i den västra delen av landet.
Omgivningarna runt Paynes Bay är en mosaik av jordbruksmark och naturlig växtlighet.